# اسکاندیم
اسکاندیم (به انگلیسی: Scandium) از عنصرهای شیمیایی جدول تناوبی است. نشانه کوتاه آن Sc و عدد اتمی آن ۲۱ است.
اسکانیدم فلز سمی است بنابراین برای استفاده دستی از آن باید دقت لازم را به عمل آورد.
اسکاندیم (واژه لاتین Scandia به معنی اسکاندیناوی) گرفته شده‌است.
اسکاندیم فلزی نرم به رنگ سفید- نقره‌ای است که به دلیل خواص فیزیکی و شیمیایی، کمیاب بودن و سختی استخراج آن، گاهی به عنوان یکی از فلزات نادر در نظر گرفته می‌شود. این عنصر در سال ۱۸۷۹ توسط لارس نیلسون دانشمند سوئدی کشف گردید. در دمای معمولی به صورت ساختار هگزاگونال متبلور می‌شود. این عنصر در بسیاری از سنگ‌های عناصر کمیاب و کانی‌های تنگستن و اورانیم یافت می‌شود.
این عنصر در سال ۱۸۷۸ از کانیهای euxenite و gadolinite توسط نیلسون به دست آمد. از فرآوری ۱۰ کیلوگرم کانی euxenite و ته‌نشینی عناصر کمیاب نیسلون توانست ۲ گرم اکسید اسکاندیم عیار بالا به دست آورد.
اسکاندیم در خورشید و ستاره‌ها بیست و سومین عنصر از نظر فراوانی است و در پوسته زمین پنجاهمین عنصر از نظر فراوانی می‌باشد. این عنصر به صورت گسترده در زمین پراکنده شده‌است که در بیش از ۸۰۰ نوع کانی وجود دارد. زمانی بریل به رنگ آبی متمایل باشد علت آن عنصر اسکاندیم می‌باشد. این عنصر جز اصلی تشکیل دهنده کانی کمیاب تورتوئیتیت است که این کانی در کشورهای اسکاندیناوی و ماداگاسکار وجود دارد. همچنین این عنصر به عنوان بازمانده در فرایند استخراج تنگستن به وجود می‌آید و به فرمهای زینوالد، ولفرامیت و ویکیت و بازیت می‌باشد.
بیشترین میزان اسکاندیم به دست آمده از کانی تورتویتیت است یا از فراوری کارخانه اورانیوم تولید می‌شود. اسکاندیم فلزی اولین بار در سال ۱۹۳۷ توسط سه دانشمند از برق‌کافت ذوب یوتکتیکی عناصر پتاسیم و لیتیم و کلرید اسکاندیم در دمای ۷۰۰ تا ۸۰۰ درجه سانتی‌گراد به دست آمد. اسکاندیم با خلوص بالا امروزه از واکنش فلورید اسکاندیم با فلز کلسیم به دست می‌آید.
اسکاندیم فلزی به رنگ سفید تا نقره‌ای است که ممکن است زمانی که در معرض هوا قرار می‌گیرد رنگ آن به زرد کمرنگ یا بنفش تغییر پیدا کند. این عنصر نسبتاً نرم است و شبیه ایتریم و فلزات کمیاب در پوسته زمین مثل تیتانیم و آلومینیم می‌باشد. این عنصر فلزی سبک‌وزن و دارای نقطه ذوب بالاتر آلومینیم است که برای ساخت بدنه هواپیماها نیز استفاده می‌شود. قیمت اکسید اسکاندیم حدود ۷۵ دلار در گرم است.
حدود ۲۰ گرم از اکسید اسکاندیم سالیانه در کشور آمریکا برای استفاده نور شدت بالا استفاده می‌شود. ایزوتوپ رادیواکتیو عنصر اسکاندیم ۴۶ برای ردیابی در پالایشگاه‌های نفت و گاز استفاده می‌شود. از ترکیب یدید اسکاندیم و بخار جیوه برای تولید روشنایی لامپهای خیلی درخشان مثل نور خورشید استفاده می‌شود؛ که از این لامپ‌ها برای استفاده‌های خانگی و لامپ رنگ تلویزیون در شب استفاده می‌شود.

## خواص

### مشخصات شیمیایی
اسکاندیم فلزی نرم با ظاهری نقره ای است. هنگامی که توسط هوا اکسید می‌شود، گچی کمی مایل به زرد یا مایل به صورتی ایجاد می‌کند. این ماده در معرض هوا قرار دارد و به آهستگی در بیشتر اسیدهای رقیق حل می‌شود. این ماده با مخلوط ۱: ۱ اسید نیتریک ({\displaystyle {\ce {HNO3}}}) و ۴۸٪ هیدروفلوئوریک اسید ({\displaystyle {\ce {HF}}}) واکنش نمی‌دهد، احتمالاً به دلیل تشکیل یک لایه منفعل غیرقابل نفوذ است.

### ایزوتوپ‌ها
در طبیعت، اسکاندیم منحصراً به عنوان ایزوتوپ 45Sc یافت می‌شود که دارای چرخش هسته ای ۲٫۷ است. این تنها ایزوتوپ پایدار آن است. سیزده رادیو ایزوتوپ با پایدارترین 46Sc مشخص شده‌است که نیمه‌عمر آن ۸۳٫۸ روز است. تمام ایزوتوپ‌های رادیواکتیو باقی مانده نیمه عمر کمتر از ۴ ساعت دارند و اکثر این‌ها نیمه عمر کمتر از ۲ دقیقه دارند. این عنصر همچنین دارای پنج ایزومر هسته ای است که پایدارترین آنها 44mSc است (نیمه‌عمر = ۵۸٫۶ ساعت).

### در طبیعت
در پوسته زمین، اسکاندیم فراوان است. تخمین‌ها از ۱۸ تا ۲۵ ppm متفاوت است که با وفور کبالت (ppm ۲۰–۳۰) قابل مقایسه است. اسکاندیم تنها پنجاهمین عنصر متداول در زمین است (۳۵ امین عنصر موجود در پوسته)، اما بیست و سومین عنصر معمول خورشید است. با این حال، اسکاندیم به‌طور پراکنده توزیع می‌شود و در بسیاری از مواد معدنی به مقدار کمی مشاهده می‌شود. مواد معدنی کمیابی از اسکاندیناوی و ماداگاسکار مانند تورتویتیت، اکسینیت و گادولینیت تنها منابع شناخته شده سرشار از این عنصر هستند. با تورتویتیت می‌توان تا ۴۵٪ اسکاندیم به شکل اکسید اسکاندیم داشت.

## تولید
تولید جهانی اسکاندیم به صورت اسکاندیوم اکسید به میزان ۱۵–۲۰ تن در سال است. در سال ۲۰۰۳، فقط سه معدن اسکاندیم تولید می‌کردند: معادن اورانیوم و آهن در Zhovti Vody در اوکراین، معادن خاکی کمیاب در Bay Obo، چین و معادن آپاتیت در شبه‌جزیره کولا در روسیه.
اسکاندیم محصول جانبی استخراج عناصر دیگر است و به عنوان اکسید اسکاندیم به فروش می‌رسد.
برای تولید اسکاندیم فلزی، این اکسید به فلوئورید اسکاندیم تبدیل می‌شود و سپس با کلسیم فلزی تبدیل می‌شود.
ماداگاسکار و منطقه ایولند-اوژه در نروژ تنها کانسارهای مواد معدنی با محتوای زیاد اسکاندیم، تورتویتیت (Sc , Y) 2 (Si2O7) دارند اما از آن‌ها بهره‌برداری نمی‌شود. ماده معدنی کلبکیت ScPO4 · 2H2O دارای محتوای بسیار زیاد اسکاندیم است اما در هیچ کانسار بزرگ‌تری موجود نیست.
عدم وجود تولید مطمئن، پایدار و طولانی مدت، کاربردهای تجاری اسکاندیم را محدود کرده‌است. علیرغم این سطح کم استفاده، اسکاندیم مزایای قابل توجهی دارد. به خصوص امیدوار کننده تقویت آلیاژهای آلومینیم با حداقل ۰٫۵ درصد اسکاندیم است. زیرکونیا تثبیت شده با اسکاندیم از تقاضاهای روزافزون بازار برای استفاده به عنوان یک الکترولیت با بازده بالا در سلول‌های سوختی اکسید جامد است.

## قیمت
از سال ۲۰۱۵ تا ۲۰۱۹ در ایالات متحده، قیمت مقادیر اندک شمش اسکاندیم ۱۰۷ تا ۱۳۴ دلار در هر گرم و اکسید اسکاندیم در هر گرم ۴ تا ۵ دلار بوده‌است.

## تاریخچه
دیمیتری مندلیف، که پدر جدول تناوبی نامیده می‌شود، وجود یک عنصر ekaboron با جرم اتمی بین ۴۰ تا ۴۸ را در سال ۱۸۶۹ پیش‌بینی کرد. ۱۸۷۹. نیلسون ۲ گرم اکسید اسکاندیم با خلوص بالا تهیه کرد. وی عنصر اسکاندیم را از لاتین Scandia به معنی «اسکاندیناوی» نامید. نیلسون ظاهراً از پیش‌بینی مندلیف بی‌اطلاع بود، اما Per Teodor Cleve نامه‌نگاری را تشخیص داد و به مندلیف اطلاع داد.
اسکاندیم فلزی برای اولین بار در سال ۱۹۳۷ با الکترولیز مخلوط یوتکتیک کلریدهای پتاسیم، لیتیم و اسکاندیم در دمای ۷۰۰–۸۰۰ درجه سانتیگراد تولید شد.
اولین پوند ۹۹٪ فلز خالص اسکاندیم در سال ۱۹۶۰ تولید شد. تولید آلیاژهای آلومینیم در سال ۱۹۷۱ و پس از ثبت اختراع ایالات متحده آغاز شد. آلیاژهای آلومینیوم-اسکاندیم نیز در اتحاد جماهیر شوروی تولید شدند.
در اوایل سال ۲۰۱۸، شواهدی از اطلاعات طیف‌سنجی مربوط به میزان قابل توجهی اسکاندیم، وانادیم و ایتریم در ستاره‌های غول سرخ در خوشه ستاره هسته‌ای (NSC) در مرکز کهکشان جمع‌آوری شد. تحقیقات بیشتر نشان داد که این ناشی از دمای نسبتاً کم (زیر ۳۵۰۰ کیلوگرم) این ستاره‌ها است که سیگنال‌های فراوانی را پوشانده و این پدیده در سایر غول‌های قرمز مشاهده می‌شود.